# Планісфера Контаріні

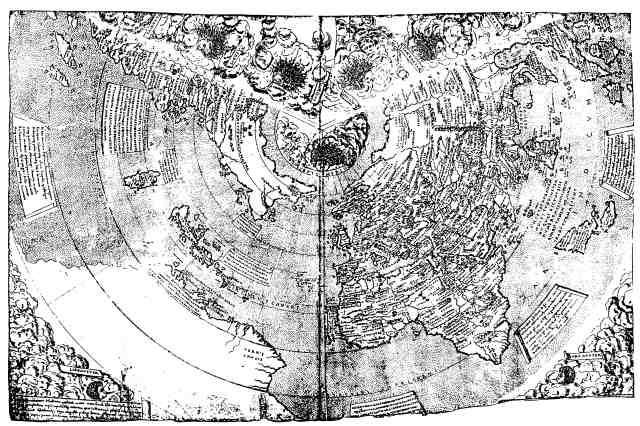
Планісфера Контаріні

Планісфера Контаріні — перша друкована карта світу, де зафіксований Новий світ, створена в 1506 році.
Планісфера Контаріні була намальована Джованні Маттео Контаріні і вигравійована на міді у Флоренції Франческо Росселлі. Карту було видано у Флоренції і Венеції в 1506 році. Єдина вціліла копія карти, знайдена в 1922 році, зараз знаходиться у Британській бібліотеці.

## Епоха Великих географічних відкриттів
У попередні роки було здійснено безліч географічних відкриттів:
- Бартоломеу Діаш обігнув Африку з півдня і вийшов в Індійський океан (1487)
- Христофор Колумб почав дослідження Карибського моря і Південної Америки (1492-93, 1493-94, 1498, 1502-04)
- Джон Кабот відкрив острів Ньюфаундленд (1497)
- Васко да Гама здійснив першу подорож з Європи в Індію (1499)
- Амеріго Веспуччі здійснив ряд подорожей в Карибське море і Південну Америку (1499, 1501-02)

Хоча і існували карти, складені під час цих подорожей, такі як карта Хуана де ла Коса (1500) і планісфера Кантіно (близько 1502), інформація з цих карт ретельно приховувалася державою і трималася в найсуворішому секреті. Було зроблено обмежену кількість копій.

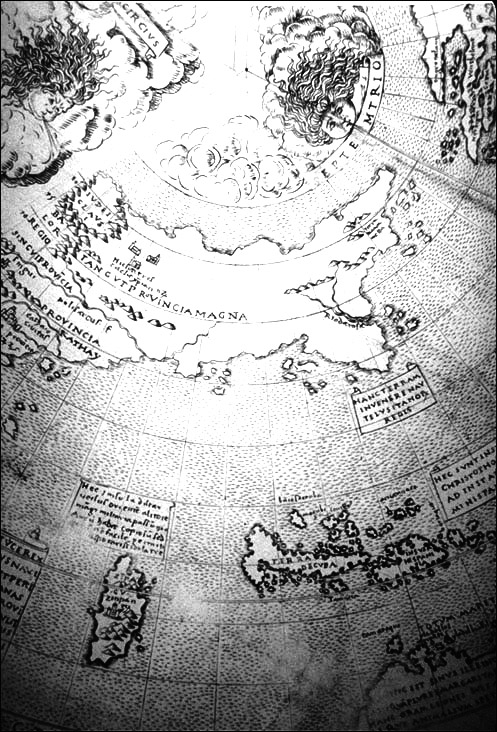
Фрагмент карти

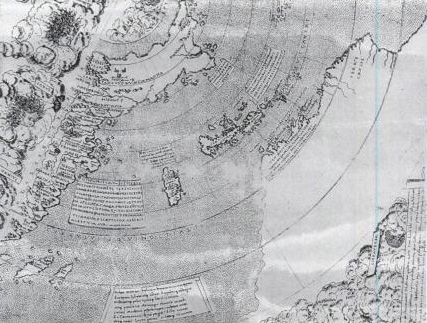
Фрагмент карти, що показує Кубу, Сіпанго, азійське і південно-американське узбережжя

## Опис
У планісфері використовується правильна конічна проєкція, де паралелями є концентричні круги, а меридіанами — лінії, що починаються на Північному полюсі.
На карті Контаріні, сполучені Гренландія і Ньюфаундленд формують північно-східну частину азійського континенту; американського континенту там немає. У кінці карти записано легенду: «Ця земля була відкрита мореплавцями для короля Португалії», без сумніву, Мігелем і Гашпаром Кортиріалами. Згадок щодо подорожі Джона Кабота в легенді немає.
На карті також є Куба і Іспаньола; Куба відокремлена від Сіпанго (назва, дана Японії Марко Поло) вузькою морською протокою, а Японія (Сіпанго), у свою чергу, відокремлена від Катаю. Напис поряд з Сіпанго вказує: «Цей острів знаходиться за 1500 миль на схід від узбережжя Магри. На нім є багато золота, але його не так просто здобути. Там живуть ідолопоклонники» — ймовірно, автор посилається на інформацію, надану Марко Поло.
Південна Америка показана як окремий континент, розташований на південному сході Азії.

## Представлення контурів світу
Ситуація радикально змінилася в 1506—1507 роках, коли були опубліковані три окремі карти світу. Планісфера Контаріні (1506) і глобус і карта Мартіна Вальдземюллера (1507) мали деякий вплив, але не були широко відомі. На сьогодні існує тільки одна копія кожної карти, і обоє були знайдені у XX столітті. На відміну від двох попередніх, карта світу Йоханнеса Рюйша (1507) була набагато поширеніша і багато її копій існують досі. Тому ця карта мала великий вплив.